# Iwaki FC
Iwaki FC (Japans: いわきFC, Iwaki Efushi) is een voetbalclub uit Iwaki, een stad in de Japanse prefectuur Fukushima. De club speelt in de J2 League, het tweede niveau van professioneel voetbal in Japan.

## Historie

### Oprichting
Iwaki FC werd in 2012 opgericht en kreeg in 2013 officiële erkenning met de oprichting van de gelijknamige corporatie. De club vergaarde nationale bekendheid toen bekend werd dat Under Armour besloten had om deels eigenaar van de club te worden en met het team  de Japanse voetbalpiramide van onderaf te beklimmen. Om deze visie waar te maken werd er in november 2016 een nieuw trainingsveld geopend en werd het clubhuis in mei 2017 gelanceerd, volgens de club twee belangrijke structuren om naar de top van het Japanse voetbal te stijgen.

### Fukushima Prefectural Football League (2013–2017)
De club speelde vanaf 2013 in verschillende divisies van de prefectuur Fukushima. In 2017 werden ze kampioen in de eerste divisie van de prefectuur, waardoor ze vanaf het seizoen 2018-19 uitkwamen in de Tohoku Soccer League (het vijfde nationale niveau van Japan dat valt binnen de regio Tohoku).

### Tohoku Soccer League (2018-2019)
In hun eerste jaar in de Tohoku Soccer League werd Iwaki FC opnieuw kampioen en promoveerden ze naar de hoogste voetbaldivisie van Tohoku. Ook in het seizoen 2019-20 werden ze kampioen, en met hun vijfde kampioenschap op rij mochten ze 7 jaar na oprichting uitkomen in de nationale vierde divisie van Japan, de Japan Football League (JFL).

### Japan Football League (2020-21)
In 2020-21 was het pas het derde seizoen in de clubhistorie dat het team géén kampioen werd. In hun eerste seizoen in de vierde divisie eindigde het team op een verdienstelijke 7e plaats. Het seizoen erna wisten ze opnieuw te promoveren, ditmaal naar de J3 League, door met 4 punten voorsprong op Honda FC kampioen te worden.

### J3 League (2022)
Als nieuwkomer in de J3 League wist Iwaki FC opnieuw te imponeren. Op het einde van het seizoen werd het team opnieuw kampioen, en met hun zevende titel is het de club gelukt om van de lokale divisie in Fukushima op te klimmen naar het tweede nationale niveau, de J2 League.

### J2 League (2023)
In 2023 komt Iwaki FC uit in de J2 League.

## Resultaten per seizoen
| Kampioen | Runner-up | Derde plaats | Gepromoveerd | Gedegradeerd |

| Competitie | Competitie                                          | Competitie | Competitie | Competitie | Competitie | Competitie | Competitie | Competitie | Competitie | Competitie | Competitie | Competitie | J. League Cup             | Emperor's Cup | Shakaijin Cup             |
| Seizoen    | Divisie                                             | Teams      | Rang       | Pos.       | P          | W          | G          | V          | GV         | GT         | GD         | Ptn        | J. League Cup             | Emperor's Cup | Shakaijin Cup             |
| ---------- | --------------------------------------------------- | ---------- | ---------- | ---------- | ---------- | ---------- | ---------- | ---------- | ---------- | ---------- | ---------- | ---------- | ------------------------- | ------------- | ------------------------- |
| 2013       | Fukushima Prefectural Football League (Div. 3 West) | 6          | 8          | 2e         | 10         | 5          | 3          | 2          | 30         | 13         | 17         | 18         | Niet in aanmerking komend |               |                           |
| 2014       | Fukushima Prefectural Football League (Div. 3 West) | 5          | 9          | 3e         | 8          | 3          | 1          | 4          | 17         | 15         | 2          | 10         | Niet in aanmerking komend |               |                           |
| 2015       | Fukushima Prefectural Football League (Div. 3 East) | 6          | 9          | 1e         | 10         | 10         | 0          | 0          | 41         | 9          | 32         | 30         | Niet in aanmerking komend |               |                           |
| 2016       | Fukushima Prefectural Football League (Div. 2)      | 6          | 8          | 1e         | 10         | 10         | 0          | 0          | 93         | 1          | 92         | 30         | Niet in aanmerking komend | DNQ           | Kwartfinale               |
| 2017       | Fukushima Prefectural Football League (Div. 1)      | 6          | 7          | 1e         | 10         | 10         | 0          | 0          | 93         | 0          | 93         | 30         | Niet in aanmerking komend | 3e ronde      | 2e ronde                  |
| 2018       | Tohoku Soccer League Div. 2 South                   | 10         | 6          | 1e         | 18         | 18         | 0          | 0          | 139        | 12         | 127        | 54         | Niet in aanmerking komend | 1e ronde      | 3e                        |
| 2019       | Tohoku Soccer League Div. 1                         | 10         | 5          | 1e         | 18         | 15         | 3          | 0          | 82         | 14         | 68         | 48         | Niet in aanmerking komend | 1e ronde      | 3e                        |
| 2020       | Japan Football League                               | 16         | 4          | 7e         | 15         | 6          | 3          | 6          | 24         | 24         | 0          | 21         | Niet in aanmerking komend | 2e ronde      | Niet in aanmerking komend |
| 2021       | Japan Football League                               | 17         | 4          | 1e         | 32         | 21         | 8          | 3          | 65         | 28         | 37         | 71         | Niet in aanmerking komend | 1e ronde      | Niet in aanmerking komend |
| 2022       | J3 League                                           | 18         | 3          | 1e         | 34         | 23         | 7          | 4          | 72         | 23         | 49         | 76         | Niet in aanmerking komend | DNQ           | Niet in aanmerking komend |
| 2023       | J2 League                                           | 22         | 2          | NNB        | 42         |            |            |            |            |            |            |            | Niet in aanmerking komend | 2e ronde      | Niet in aanmerking komend |

Legende
- Pos. = Positie in competitie; P = Gespeelde wedstrijden; W = Gewonnen wedstrijden; G = Gelijkspel; V = Verloren wedstrijden; GV = Doelpunten gescoord; GT = Tegendoelpunten; GD = Doelpuntenverschil; Ptn = Aantal punten